# 흰목게논
흰목게논(Cercopithecus erythrogaster)은 구세계원숭이에 속하는 긴꼬리원숭이의 일종이다. 붉은배원숭이 또는 붉은배게논으로도 불린다. 낮에 주로 활동하는 주행성 영장류로 나이지리아와 베냉의 우림 또는 열대 지역의 나무 위에서 산다.
흰목게논은 2종의 아종이 있다.
- 붉은배게논 (Cercopithecus erythrogaster erythrogaster)
- 나이지리아흰목게논 (Cercopithecus erythrogaster pococki)